# Kristian Dahls Mindelegat
Kristian Dahls Mindelegat, kaldes også Den lille Cavlingpris, uddeles én gang om året "til en yngre journalist, som med lødig journalistik har skabt øget interesse for sit stofområde". Prisen er på kr. 15.000 – og uddeles af Dansk Journalistforbund på Kristian Dahls fødselsdag den 29. marts.

## Modtagere
Tidligere modtagere af Kristian Dahls Mindelegat: 
- 1961: H. L. Momberg, Berlingske Tidende
- 1962: Aage Gammelgaard, Ritzaus Bureau
- 1963: Johannes Jacobsen, Aktuelt
- 1964: Aksel Lassen, Berlingske Tidende
- 1965: Anders Tycho, freelance (tidl. Land og Folk)
- 1966: Poul Erik Søe, DR
- 1967: Vagn Heiselberg, Berlingske Tidende
- 1968: Erik Nørgaard, Politiken
- 1969: Jørgen Fleischer, Grønlandsposten
- 1970: Knud Vilby, Information
- 1971: Ole Andersen, Fagbladet
- 1972: Tage Jessen, Børsen
- 1973: Lennart Weber
- 1974: Anne Wolden-Ræthinge, Politiken
- 1975: Poul Martinsen, DR
- 1976: Lars Møller, København
- 1977: Bjarne Lønborg, Ritzaus Bureau
- 1978: Hanne Dam, Information
- 1979: Knud Buchardt, Ekstra Bladet
- 1980: Jens Peter Skaarup, Politiken
- 1981: Mogens Møller Olesen, Socialistisk Dagblad
- 1982: Henrik Saxgren
- 1983: Niels Barfoed, Ritzaus Bureau
- 1984: Jens Franck, Københavns Radio
- 1985: ikke uddelt
- 1986: Hanne Vibeke Holst, Berlingske Tidende (Søndags BT)
- 1987: Susanne Nielsen, Politiken
- 1988: George Hilton og Jørn Mikkelsen, Berlingske Tidende
- 1989: Anne Bech Danielsen, Det Fri Aktuelt
- 1990: Marianne Uttrup, B.T.
- 1991: Hayriye Alpar, DR
- 1992: Lotte Lund, Politiken
- 1993: Morten Pihl, Berlingske Tidende
- 1994: Troels Christensen, Ekstra Bladet
- 1995: Johnny Hundt og Steen Larsen, Politiken
- 1996: Thomas Hjorthsø, DR
- 1997: Redaktionen af Euroman
- 1998: Kurt Strand, DR
- 1999: Ekstra Bladets Kunstpatrulje: Kim Kastrup, Michael Holbek, Anders-Peter Mathiasen, Jeppe Facius, Søren Maquardt og Tom Jørgensen
- 2000: Erik Høgh-Sørensen, Ritzaus Bureau
- 2001: Michael Bjerre og Christian Jensen, Berlingske Tidende
- 2002: Morten Pihl og Jakob Priess-Sørensen, B.T., for oprulningen af Farumsagen.
- 2003: Kaare Gotfredsen, Nyhedsmagasinet Danske Kommuner
- 2004: Christoffer Guldbrandsen for Fogh bag facaden for DR
- 2005: Kåre Quist, Ekstra Bladet
- 2006: Kristian Jessen, B.T.
- 2007: Bjarne Steensbeck, Berlingske Tidende
- 2008: Thomas Aue Sobol
- 2009: Anders Legarth Schmidt, Politiken
- 2010: Line Holm Nielsen, Berlingske Tidende
- 2011: Dorthe Bach, Dagbladet Børsen
- 2012: Mads Ellesøe
- 2013: Nagieb Khaja
- 2014: Jeppe Laursen Brock og Christian Heide-Jørgensen, Politiken, for artikelserien 'Doping i Danmark'[3][4]
- 2015: Jakob Sheikh, Politiken
- 2016: Maria Lyhne Høj, Danmarks Radio, for dokumentarserien ’På ubestemt tid’
- 2017: Steffen Stubager, freelance, for rejsereportager og portrætter [5]
- 2018: David Rebouh og Karsten Østergaard, Fagbladet 3F, for afsløringer om udbud af Storstrømsbroen
- 2019: Thomas Foght, Radio 24syv, for at have afdækket Kinas diplomatiske indflydelsesvirksomhed rettet mod Danmark
- 2020: Emil Eusebius Olhoff-Jakobsen, DR, for podcastserien Det perfekte offer
- 2021: Ida Nyegård Espersen og Julie Schneider, Berlingske, for afsløring af boligspekulanter[6]
- 2022: Nanna Muus Steffensen, freelance, om Afghanistan
- 2023: Frederik Tillitz, Anders Rye Skjoldjensen og Ólafur Steinar Gestsson, For bogen Russerne kommer.